# Nirvana-diszkográfia
Az alábbi diszkográfia a Nirvana alternatív rock együttes kiadványait sorolja fel. Az együttes kiadott három nagylemezt, húsz kislemezt, két élő albumot, két középlemezt, két válogatást és két dísz dobozos kiadványt. Ez a lista nem mutatja be azokat a kiadványokat amelyet a Nirvana más együttesekkel együtt adtak ki.
A Nirvanat 1987-ben alakította Kurt Cobain és Krist Novoselic. Az együttes debütáló albumát 1989-ben adta ki a helyi független lemezkiadó a Sub Pop. Miután az együtteshez csatlakozott Dave Grohl és miután aláírták a szerződést a Geffen Records-szal az együttes kiadta a Nevermind albumot, amely 1991-ben a legtöbb példányban eladott alternatív rock album lett. Az együttes harmadik, egyben utolsó albuma az 1993-ban kiadott In Utero volt, ez az album nem hozott akkora sikert mint a Nevermind. 1994-ben az együttes feloszlott, mivel Kurt Cobain öngyilkos lett. A Nirvana világszerte 50 millió albumot adott el. Egyedül az Amerikai Egyesült Államokban 25 millió fogyott.

## Stúdióalbumok
| Év   | Album részletek                                                                                     | Helyezések | Helyezések | Helyezések | Helyezések | Helyezések | Helyezések | Helyezések | Helyezések | Helyezések | Helyezések | Helyezések | Eladások világszerte | Eladási minősítések                |
| Év   | Album részletek                                                                                     | U.S.A.     | UK         | AUS        | NOR        | SWI        | NLD        | AUT        | SWE        | FIN        | NZ         | JPN        | Eladások világszerte | Eladási minősítések                |
| ---- | --------------------------------------------------------------------------------------------------- | ---------- | ---------- | ---------- | ---------- | ---------- | ---------- | ---------- | ---------- | ---------- | ---------- | ---------- | -------------------- | ---------------------------------- |
| 1989 | Bleach - Megjelent:1989. június 15. - Kiadó: Sub Pop (SP-34) - Formátum: CD, Kazetta, LP            | 89         | 33         | 34         | —          | —          | —          | 26         | —          | 24         | 30         | 46         |                      | Platina (U.S.)                     |
| 1991 | Nevermind - Megjelent:1991. szeptember 24. - Kiadó: DGC (24425) - Formátum: CD, Kazetta, LP         | 1          | 7          | 2          | 2          | 2          | 5          | 2          | 1          | 1          | 2          | 24         | 26 millió            | 10× Platina (U.S.) 2× Platina (UK) |
| 1993 | In Utero - Megjelent: 1993. szeptember 21. - Kiadó: DGC, Geffen (24607) - Formátum: CD, Kazetta, LP | 1          | 1          | 2          | 7          | 16         | 4          | 8          | 1          | 5          | 3          | 13         | 17,5 millió          | 5× Platina (U.S.) arany (UK)       |

## Koncertalbumok
| Év   | Album részletek | Helyezések | Helyezések | Helyezések | Helyezések | Helyezések | Helyezések | Helyezések | Helyezések | Helyezések | Helyezések | Helyezések | Eladások              | Eladási minősítések              |
| Év   | Album részletek | U.S.A.     | UK         | AUS        | NOR        | SWI        | NLD        | AUT        | SWE        | FIN        | NZ         | JPN        | Eladások              | Eladási minősítések              |
| ---- | --- | ---------- | ---------- | ---------- | ---------- | ---------- | ---------- | ---------- | ---------- | ---------- | ---------- | ---------- | --------------------- | -------------------------------- |
| 1994 | MTV Unplugged in New York - Megjelent: 1994. november 1. - Kiadó: DGC, Geffen (24727) - Formátum: CD, Kazetta, LP          | 1          | 1          | 1          | 6          | 3          | 2          | 1          | 2          | 3          | 1          | 20         | 6,8 million + (U.S.)  | 5× platinum (U.S.) Platinum (UK) |
| 1996 | From the Muddy Banks of the Wishkah - Megjelent: 1996. október 1. - Kiadó: DGC, Geffen (25105) - Formátum: CD, Kazetta, LP | 1          | 4          | 1          | 8          | 9          | 14         | 3          | 6          | 2          | 2          | 12         | 1,15 million + (U.S.) | Platinum (U.S.)                  |

## Válogatás albumok
| Év   | Album részletek | Helyezések | Helyezések | Helyezések | Helyezések | Helyezések | Helyezések | Helyezések | Helyezések | Helyezések | Helyezések | Helyezések | Eladások          | Eladási minősítések           |
| Év   | Album részletek | U.S.A.     | UK         | AUS        | NOR        | SWI        | NLD        | AUT        | SWE        | FIN        | NZ         | JPN        | Eladások          | Eladási minősítések           |
| ---- | --- | ---------- | ---------- | ---------- | ---------- | ---------- | ---------- | ---------- | ---------- | ---------- | ---------- | ---------- | ----------------- | ----------------------------- |
| 1992 | Incesticide - Megjelent:1992. december 12. - Kiadó: Sub Pop, DGC (24504) - Formátum: CD, Kazetta, LP                               | 39         | 14         | 22         | —          | 18         | 36         | 10         | 27         | 18         | 23         | 50         |                   | Platina (U.S.) arany (UK)     |
| 1996 | Singles - Megjelent: 1996. március 1. - Kiadó: DGC, Geffen (24901) - Formátum: 6-CD                                                | —          | —          | —          | —          | —          | —          | —          | —          | —          | —          | —          |                   |                               |
| 2002 | Nirvana - Megjelent: 2002. október 29. - Kiadó: DGC, Geffen (25105) - Formátum: CD, Kazetta, LP                                    | 3          | 3          | 1          | 5          | 2          | 12         | 1          | 10         | 9          | 2          | 6          | 1 000 000+ (U.S.) | Platinum (U.S.) Platinum (UK) |
| 2004 | With the Lights Out - Megjelent: 2004. november 23. - Kiadó: DGC, Geffen (000372700), Universal (9864838) - Formátum: 4-CD box set | 19         | —          | —          | 31         | 28         | 65         | 34         | —          | —          | 39         | 16         | 1 000 000+ (U.S.) | Platinum (U.S.)               |
| 2005 | Sliver: The Best of the Box - Megjelent: 2005. november 1. - Kiadó: DGC, Geffen (000561702), Universal (1190) - Formátum: CD       | 21         | —          | —          | —          | 87         | —          | 26         | —          | —          | —          | —          | 38,000 + (U.S.)   |                               |

## Középlemezek
| Dátum          | EP         | Eladások | Eladások |
| Dátum          | EP         | AUS      | JPN      |
| -------------- | ---------- | -------- | -------- |
| 1989. december | Blew       | —        | —        |
| 1992. január   | Hormoaning | 2        | 67       |

## Kislemezek
| Év   | Kislemez                  | Helyezések | Helyezések | Helyezések | Helyezések | Helyezések | Helyezések | Helyezések | Helyezések | Helyezések | Eladási minősítések | Album                       |
| Év   | Kislemez                  | U.S.       | UK         | IRE        | NZ         | AUS        | FR         | FIN        | SWE        | BEL        | Eladási minősítések | Album                       |
| ---- | ------------------------- | ---------- | ---------- | ---------- | ---------- | ---------- | ---------- | ---------- | ---------- | ---------- | ------------------- | --------------------------- |
| 1988 | "Love Buzz"               | —          | —          | —          | —          | —          | —          | —          | —          | —          |                     | Bleach                      |
| 1990 | "Sliver"                  | —          | —          | 23         | —          | —          | —          | —          | —          | —          |                     | Nem jelent meg nagylemezen. |
| 1991 | "Smells Like Teen Spirit" | 6          | 7          | 1          | 1          | 5          | 1          | 9          | 3          | 1          | Platinum (U.S.)     | Nevermind                   |
| 1992 | "Come as You Are"         | 32         | 3          | 7          | 3          | 25         | 12         | 12         | 24         | 15         |                     | Nevermind                   |
| 1992 | "Lithium"                 | 64         | 16         | 5          | 28         | 54         | —          | 3          | —          | 28         |                     | Nevermind                   |
| 1992 | "In Bloom"                | —          | 5          | 7          | 20         | 73         | —          | —          | 30         | —          |                     | Nevermind                   |
| 1993 | "Heart-Shaped Box"        | —          | 4          | 6          | 9          | 21         | 37         | 14         | 16         | 31         |                     | In Utero                    |
| 1993 | "All Apologies/Rape Me"   | —          | 4          | 20         | 32         | 58         | 20         | —          | —          | —          |                     | In Utero                    |
| 1994 | "Pennyroyal Tea           | —          | —          | —          | —          | —          | —          | —          | —          | —          |                     | In Utero                    |
| 1994 | "About a Girl             | —          | 3          | —          | —          | 4          | 23         | 8          | 20         | 13         |                     | MTV Unplugged in New York   |
| 2002 | "You Know You're Right    | 45         | 1          | —          | —          | —          | —          | —          | —          | —          |                     | Nirvana                     |

### Promociós kislemezek
| Év   | Kislemez                         | Helyezések | Helyezések | Helyezések | Helyezések | Helyezések | Helyezések | Helyezések | Album                               |
| Év   | Kislemez                         | US         | US         | LAT        | Pol        | FIN        | BEL        | CAN        | Album                               |
| ---- | -------------------------------- | ---------- | ---------- | ---------- | ---------- | ---------- | ---------- | ---------- | ----------------------------------- |
| 1991 | "On a Plain                      | —          | 25         | —          | —          | —          | —          | —          | Nevermind                           |
| 1992 | "Molly's Lips                    | —          | —          | —          | —          | —          | —          | —          | Incesticide                         |
| 1994 | "The Man Who Sold the World"     | 12         | 6          | 1          | 1          | —          | 24         | 22         | MTV Unplugged in New York           |
| 1994 | "Where Did You Sleep Last Night" | —          | —          | 18         | —          | —          | —          | —          | MTV Unplugged in New York           |
| 1994 | "Lake of Fire"                   | 22         | —          | —          | —          | —          | —          | —          | MTV Unplugged in New York           |
| 1996 | "Aneurysm"                       | 11         | 13         | —          | 17         | 40         | —          | —          | From the Muddy Banks of the Wishkah |
| 1996 | "Drain You"                      | —          | —          | —          | —          | —          | —          | —          | From the Muddy Banks of the Wishkah |

## B-oldalas dalok
| Év   | A oldal                   | Dal                              | Komment                                             |
| ---- | ------------------------- | -------------------------------- | --------------------------------------------------- |
| 1989 | "Love Buzz"               | "Big Cheese"                     | Később a Bleach-en.                                 |
| 1990 | "Sliver"                  | "Dive"                           | Később az Incesticide-n.                            |
| 1990 | "Sliver"                  | "About a Girl (élő)"             | Csak kislemezen adták ki.                           |
| 1990 | "Sliver"                  | "Spank Thru (élő)"               | Csak kislemezen adták ki.                           |
| 1991 | "Smells Like Teen Spirit" | "Even in His Youth"              | Demo verzió később a With the Lights Out-on.        |
| 1991 | "Smells Like Teen Spirit" | "Aneurysm"                       | Alternatív verziója az Incesticide-n.               |
| 1992 | "Come as You Are"         | "Endless, Nameless"              | A Nevermind egyes példányain szerepel.              |
| 1992 | "Come as You Are"         | "School (élő)"                   | Live version from a Seattle concert in 1991.        |
| 1992 | "Come as You Are"         | "Drain You (lélő)"               | Live version from a Seattle concert in 1991.        |
| 1992 | "Lithium"                 | "Been a Son (live)"              | Live version from a Seattle concert in 1991.        |
| 1992 | "Lithium"                 | "Curmudgeon";                    | Újra kevert verziója a With the Lights Out-on.      |
| 1992 | "In Bloom"                | "Sliver (élő)"                   | Élőben egy 1991-es Kaliforniai koncertről.          |
| 1992 | "In Bloom"                | "Polly (élő)"                    | Élőben egy 1991-es Kaliforniai koncertről.          |
| 1993 | "Heart-Shaped Box"        | "Milk It"                        | Az In Utero-n mutatták be.                          |
| 1993 | "Heart-Shaped Box"        | "Marigold"                       | With the Lights Out.                                |
| 1993 | "All Apologies/Rape Me"   | "Moist Vagina"                   | Demo verziója később a With the Lights Out-on.      |
| 1994 | "Pennyroyal Tea"          | "I Hate Myself and Want to Die"  | Bemutatása a The Beavis and Butt-Head Experience-n. |
| 1994 | "Pennyroyal Tea"          | "Where Did You Sleep Last Night" | Bemutatása a MTV Unplugged in New York-on.          |
| 1994 | "About a Girl"            | "Something in the Way"           | Bemutatása a MTV Unplugged in New York-on.          |

## Videóklipek
| Év   | Cím                         | Producer       |
| ---- | --------------------------- | -------------- |
| 1990 | "In Bloom" (Sub Pop verzió) | Steve Brown    |
| 1991 | "Smells Like Teen Spirit"   | Samuel Bayer   |
| 1992 | "Come as You Are"           | Kevin Kerslake |
| 1992 | "Lithium"                   | Kevin Kerslake |
| 1992 | "In Bloom"                  | Kevin Kerslake |
| 1993 | "Sliver"                    | Kevin Kerslake |
| 1993 | "Heart-Shaped Box"          | Anton Corbijn  |
| 2002 | "You Know You're Right"     | Chris Hafner   |

## Videók
| Dátum              | Cím                                 | Helyezések | Helyezések | Helyezések | Eladások/ Eladási minősítések |
| Dátum              | Cím                                 | U.S        | FIN        | NZ         | Eladások/ Eladási minősítések |
| ------------------ | ----------------------------------- | ---------- | ---------- | ---------- | ----------------------------- |
| 1994. november 15. | Live! Tonight! Sold Out!! (VHS)     | —          | —          | —          | 3× Platinum (U.S.)            |
| 2005. március      | Classic Albums: Nirvana – Nevermind | —          | 3          | —          | Platinum (U.S.)               |
| 2006. november 7.  | Live! Tonight! Sold Out!! (DVD)     | 4          | —          | 6          | Gold (U.S.)                   |
| 2007. november 20. | MTV Unplugged In New York           | 6          | —          | —          |                               |